# Puntate di Uomini e libri
Questa pagina contiene la lista dei contenuti di alcune delle 177 puntate del programma televisivo Uomini e libri, a cura di Luigi Silori, andato in onda sul Programma Nazionale dal 10 ottobre 1958 al 23 dicembre 1961.

## I stagione (1958-1959)
- Intervista a Sergio Donati (trasmessa il 10 ottobre 1958)[2]
- Intervista a Carlo Alberto Cappelli (trasmessa il 17 ottobre 1958)
- Intervista a Giuseppe Cassieri (trasmessa il 24 ottobre 1958)
- Intervista a Paolo Tombolini (trasmessa il 31 ottobre 1958)
- Intervista a Paolo Lecaldano (trasmessa il 7 novembre 1958)
- Intervista a Libero Bigiaretti (trasmessa il 14 novembre 1958)
- Intervista a Hugo Blätter (trasmessa il 21 novembre 1958)
- Intervista a Elio Vittorini (trasmessa il 28 novembre 1958)
- Intervista a Enzio Cetrangolo (trasmessa il 5 dicembre 1958)
- Intervista a Cesco Baseggio (trasmessa il 12 dicembre 1958)
- Intervista a Cesare Giardini (trasmessa il 19 dicembre 1958)
- Intervista a Mario Scaccia (trasmessa il 2 gennaio 1959)
- Intervista a Gaspare Casella (trasmessa il 9 gennaio 1959)
- Intervista a Arnaldo Bocelli (trasmessa il 16 gennaio 1959)
- Intervista a Aldo Palazzeschi (trasmessa il 23 gennaio 1959)
- Intervista a Francesco Della Corte (trasmessa il 30 gennaio 1959)
- Intervista a Riccardo Ricciardi (trasmessa il 6 febbraio 1959)
- Intervista a Stefano Jacini (trasmessa il 13 febbraio 1959)
- Intervista a Giuseppe Tonna (trasmessa il 20 febbraio 1959)
- Intervista a Paolo Monelli (trasmessa il 27 febbraio 1959)
- Intervista a Anton Giulio Bragaglia (trasmessa il 6 marzo 1959)
- Intervista a Marcello Serra (trasmessa il 20 marzo 1959)
- Intervista a Massimo Pallottino (trasmessa il 27 marzo 1959)
- Intervista a Italo Calvino (trasmessa il 3 aprile 1959)
- Intervista a Attilio Bertolucci (trasmessa il 10 aprile 1959)
- Interviste ad autori vari (trasmessa il 17 aprile 1959)
- Intervista a Domenico Rea (trasmessa il 24 aprile 1959)
- Intervista a Giacomo Noventa (trasmessa il 22 maggio 1959)
- Intervista a Leonardo Cortese (trasmessa il 17 luglio 1959)
- Intervista a Giorgio Scerbanenco (trasmessa il 24 luglio 1959)

## II stagione (1959-1960)
- Intervista a Carla Porta Musa (trasmessa il 18 settembre 1959)
- Intervista a Gabriella Parca (trasmessa il 25 settembre 1959)
- Intervista a Eugenio Montale (trasmessa il 10 ottobre 1959)
- Intervista a Michele Prisco (trasmessa il 23 ottobre 1959)
- Intervista a Mina Gregori (trasmessa il 30 ottobre 1959)
- Intervista a Alfredo Schiaffini (trasmessa il 20 novembre 1959)
- Intervista a Mario Monti (trasmessa il 27 novembre 1959)
- Intervista a Dina Bertoni Jovine (trasmessa il 5 dicembre 1959)
- Intervista a Bonaventura Tecchi (trasmessa il 12 dicembre 1959)
- Intervista a Giacomo Etna (trasmessa il 2 gennaio 1960)[3]
- Intervista a Agnoldomenico Pica (trasmessa il 9 gennaio 1960)
- Intervista a Valentino Bompiani (trasmessa il 23 gennaio 1960)[4]
- Intervista a Sergio Solmi (trasmessa il 6 febbraio 1960)
- Intervista a Marino Gentile (trasmessa il 13 febbraio 1960)
- Intervista a Alfredo Todisco (trasmessa il 20 febbraio 1960)
- Intervista a Enrico Malato (trasmessa il 5 marzo 1960)
- Intervista a Alberto Cavaliere (trasmessa il 12 marzo 1960)
- Intervista a Ghigo De Chiara (trasmessa il 19 marzo 1960)
- Intervista a Antonio Santoni Rugiu (trasmessa il 26 marzo 1960)
- Intervista a Emilio Mariano (trasmessa il 2 aprile 1960)
- Intervista a Paolo Toschi (trasmessa il 9 aprile 1960)
- Intervista a Franco Valsecchi (trasmessa il 23 aprile 1960)
- Intervista a Umberto Nobile (trasmessa il 30 aprile 1960)
- Intervista a Valerio Riva (trasmessa il 7 maggio 1960)
- Intervista a Ezio della Monica (trasmessa il 14 maggio 1960)
- Intervista a Nicola Chiaromonte (trasmessa il 14 maggio 1960)
- Intervista a Giovanni Grazzini (trasmessa il 28 maggio 1960)
- Intervista a Ernesto Treccani (trasmessa il 18 giugno 1960)
- Intervista a Alessandro Cutolo (trasmessa il 2 luglio 1960)
- Interviste a Domenico Rea e Mario Pomilio (trasmessa il 9 luglio 1960)
- Intervista a Giandomenico Giagni (trasmessa il 16 luglio 1960)
- Intervista a Mario dell'Arco (trasmessa il 30 luglio 1960)

## III stagione (1960-1961)
- Intervista a Giuseppe Sormani (trasmessa il 17 settembre 1960)
- Intervista a Luigi Compagnone (trasmessa il 1 ottobre 1960)
- Intervista a Dino Buzzati (trasmessa il 8 ottobre 1960)
- Intervista a Mario Devena (trasmessa il 5 novembre 1960)
- Intervista a Anacleto Postiglione (trasmessa il 3 dicembre 1960)
- Intervista a Denis Mack Smith (trasmessa il 17 dicembre 1960)
- Intervista a Vasco Pratolini (trasmessa il 7 gennaio 1961)[5]
- Intervista a Alberto Bevilacqua (trasmessa il 14 gennaio 1961)
- Intervista a Cesare Vico Lodovici (trasmessa il 21 gennaio 1961)
- Intervista a Alberto Maria Ghisalberti (trasmessa il 28 gennaio 1961)
- Intervista a Enzio Cetrangolo (trasmessa il 4 febbraio 1961)
- Intervista a Vincenzo Fraschetti (trasmessa l'11 febbraio 1961)
- Intervista a Vito Pandolfi (trasmessa il 25 febbraio 1961)
- Intervista a Ugo Liberatore (trasmessa il 11 marzo 1961)
- Intervista a Carlo Bo (trasmessa il 18 marzo 1961)
- Intervista a Pietro Cuscani Politi (trasmessa il 15 aprile 1961)
- Intervista a Carlo Bernari (trasmessa il 29 aprile 1961)
- Intervista a Giovanni Comisso (trasmessa il 3 giugno 1961)
- Intervista a Raffaele La Capria (trasmessa il 1º luglio 1961)

## IV stagione (1961-1962)
- Intervista a Libertà Carducci (trasmessa il 21 ottobre 1961)
- Intervista a Franco Antonicelli (trasmessa il 28 ottobre 1961)
- Intervista a Achille Boroli (trasmessa il 11 novembre 1961)
- Interviste a Alfonso Gatto e a Edoardo Sanguineti (trasmessa il 25 novembre 1961)
- Intervista a Francesco Flora (trasmessa il 2 dicembre 1961)
- Interviste a Sandra Milo[6] e a Giovanna Ralli[7] (trasmessa il 23 dicembre 1961)